# Marusja Čuraj
Marusja Čuraj (ukr. Маруся Чурай); (1626. – 1689.); je ukrajinska barokna glazbena skladateljica, pjesnikinja i pjevačica, koja je svoju slavu stekla ponajviše kroz spominjanje u ukrajinskoj literaturi i pjesmama pjevanim širom Ukrajine. O životu Marusje se zna relativno malo jer je živjela u turbulentnom razdoblju stvaranja Zaporoške Republike tijekom 17. stoljeća te se njezin život i djelo često doživljava u polumitološkom kontekstu očuvanom kroz ukrajinsku narodnu tradiciju i djela ostalih ukrajinskih umjetnika. Rođena je u središnjoj Ukrajini, gradu Poltava.

## Poznato djelo
Marusja Čuraj vodi se kao autor vrlo poznate ukrajinske narodne pjesme «Oj, ne idi Grycju» (ukr. Ой, не ходи, Грицю), u kojoj se opisuje njezina neuzvraćena ljubav prema kozačkom vojniku Grycju Bobrenku, unatoč tome što je imala mnogo udvarača među kojima se najviše isticao kozački vojnik Ivan Iskra. Marusja u svojoj tuzi za sebe priprema otrovni napitak koji je slučajno popio njezin ljubljeni Grycja. Marusja je potom optužena za ubojstvo te joj se sudilo. Ova legenda o Marusji Čuraj i njezinoj simpatiji Grycju je posebno popularizirana tijekom 19. stoljeća u raznim literarnim djelima poznatih ukrajinskih književnika i ostalih umjetnika.
Likovi iz pjesme su korišteni i na međunarodnoj sceni pa je tako Franz Liszt skladao «Baladu o Ukrajini» i klavirski element koji je povezan s likom Grycje. Koliko je s vremenom postala popularna pjesma «Oj, ne idi Grycju», govori činjenica da je prevedena na poljski (1820.), češki (1822.), njemački (1827.), francuski (1830.), engleski (1848.) i još neke svjetske jezike, ali njezina narodna intonacija se nešto izmijenila i prilagodila popularnoj klasičnoj i opernoj glazbi spomentuog razdoblja. Tekst iz pjesme je s vremenom prilagođen ili ugrađen u mnoštvo drugih popularnih ukrajinskih i sovjetskih pjesma, posebno kada je u pitanju kozačka tematika.

## Ostala poznata djela
- «Віють вітри» (Pušu vjetri)
- «Грицю, Грицю, до роботи» (Grycja, Grycja, na radu)
- «Сидить голуб на березі» (Sjedi golub na brezi)
- «Засвіт встали козаченьки» (Na put krenuli kozaci)
- «Котилися вози з гори» (Skupljala se kola na gori)
- «Ішов милий горонькою» (Išao milij goronjkoju)

## Strana literatura
- Енциклопедія українознавства (у 10 томах) / Головний редактор Володимир Кубійович. — Париж, Нью-Йорк: «Молоде Життя», 1954—1989.
- Бораковський, Г. Збірник драматичних творів. Т.І. — Львів, 1888.
- Гарский, В. Чурай, Маруся (Марья) Гордеевна // Русский биографический словарь. — СПб., 1902
- Голицын, Н. Биографический словарь русских писательниц. — СПб., 1889.
- Костенко, Л. Маруся Чурай / Історичний роман у віршах. — Київ, 1979.
- Шаховский А. Маруся, малороссийская Сафо // Сто русских литераторов. Т.1. — СПб., 1839. — С. 271—273
- Шкляревский, А. Маруся Чурай // Пчела. — СПб., 1877 г., № 45, С. 711—712.

## Vanjske poveznice
- Ukrajinska književnica Lina Kostenko; Marusja Čuraj  Arhivirana inačica izvorne stranice od 9. rujna 2009. (Wayback Machine)
- Mediji o Marusji Čuraj